# New Brighton, Minnesota
New Brighton, Minnesota là một thành phố nằm ở quận Ramsey thuộc tiểu bang Minnesota, Hoa Kỳ. Thành phố có diện tích 18,4  km² với diện tích mặt nước là 1,2  km², dân số theo ước tính năm 2000 của Cục điều tra dân số Hoa Kỳ là 22.206 người.